# Hermann von Münch
Hermann Karl Christoph von Münch (* 3. Dezember 1819 in Hirschberg (Saale); † 8. Januar 1883 in Hof (Saale)) war ein deutscher Jurist und Politiker.

## Leben

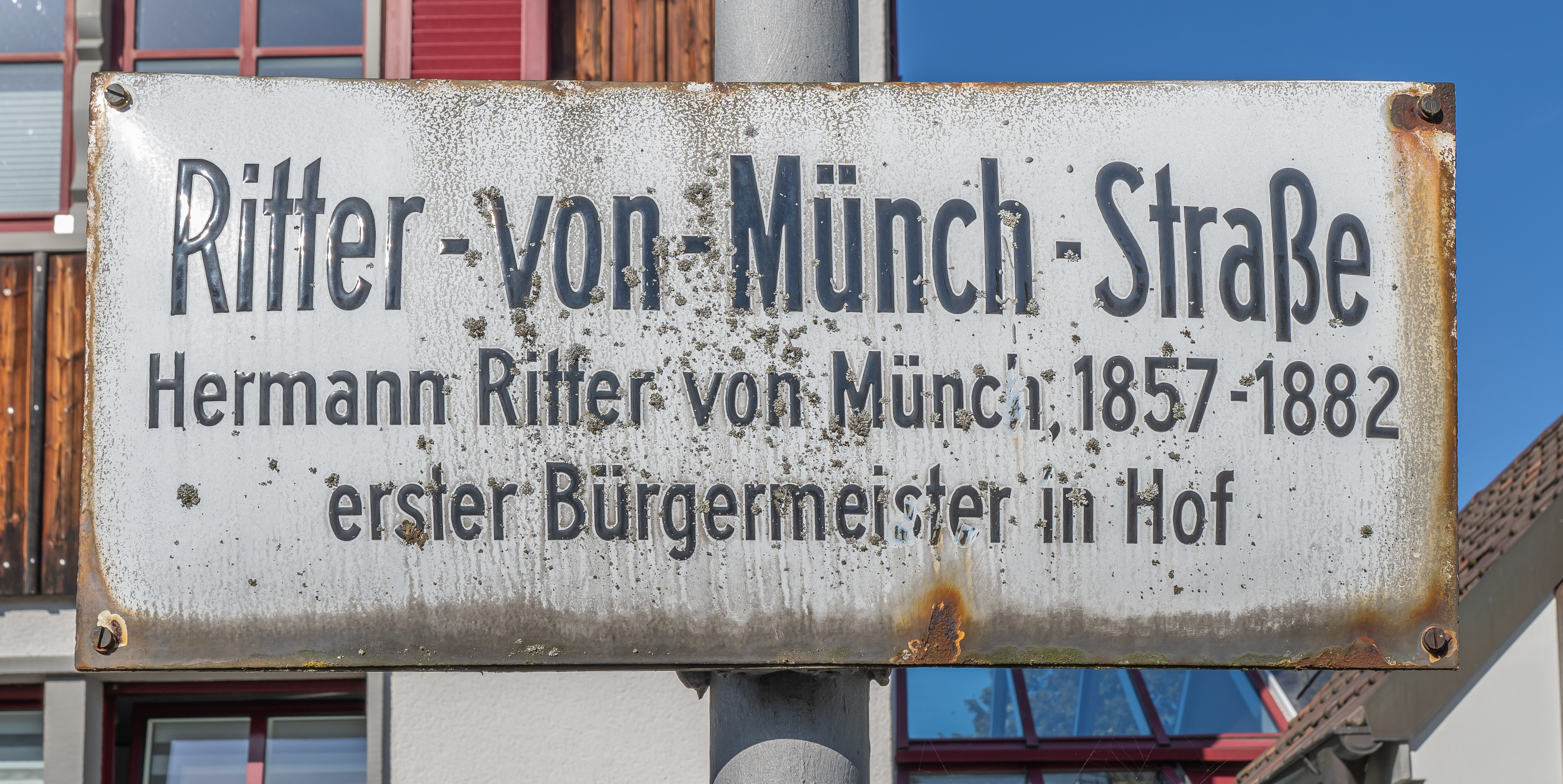
Gedenktafel für von Münch in der nach ihm benannten Straße

Als Sohn eines Webereifabrikanten geboren, studierte Münch nach dem Besuch des Gymnasiums in Hof Rechtswissenschaften in Erlangen. Während seines Studiums wurde er 1840 Mitglied der Burschenschaft der Bubenreuther. Nach seinem Studium arbeitete er ab 1848, ernannt zum Rechtsrat, im Magistrat der Stadt Hof, wo er von 1849 bis 1853 auch als Rektoratsverweser wirkte. Danach war er bis 1865 Rektor der städtischen landwirtschaftlichen Gewerbeschule, der späteren Realschule. Von 1856 bis 1869 und von 1875 bis 1881 war er für die Fortschrittspartei Abgeordneter im Bayerischen Landtag. 1857 wurde er rechtskundiger Bürgermeister der Stadt Hof. 1882 ging er in den Ruhestand.

## Ehrungen
- 1866: Verdienstorden der Bayerischen Krone, Ritterkreuz, verbunden mit dem persönlichen Adel
- Ehrenmitglied des Hofer Turnvereins
- Zu Ehren von Münchs wurde eine Straße westlich des Theresiensteins nach ihm benannt.